# Marc de Montifaud
 (octobre 2021).
Marc de Montifaud, de son vrai nom Marie-Amélie Chartroule, épouse Quivogne de Luna de Montifaud, née à Paris le 2 avril 1845 et morte à Neuilly-sur-Marne le 22 septembre 1912,,, est une écrivaine libre-penseuse française.

## Biographie
Marie-Amélie Chartroule, dite Marc de Montifaud, naît le 2 avril 1845 d'un père médecin libre-penseur, Paul Chartroule de Montifaud (dit Paul Chartroule) et d'une mère catholique, Angélina Armande Charlotte d’Archies.
Pendant que sa mère tente de lui enseigner les principes du catéchisme, son père lui inculque les idées nouvelles et l'initie à la philosophie. Passionnée d'art, elle complète sa formation dans l'atelier du peintre Tissier.
Le 21 juillet 1864,, elle épouse Jean François Quivogne de Luna, de vieille noblesse espagnole, de 16 ans son aîné, dit comte Juan-Francis-Léon Quivogne de Luna. Elle aura un fils avec lui, Marc, né en 1874.
Léon Quivogne de Luna est le secrétaire d'Arsène Houssaye, directeur du journal l’Artiste. Ce dernier ouvrira à la jeune femme les pages de sa revue, où elle fera ses premières armes en tant que critique. Le comte Quivogne crée lui-même La Haute-Vie en 1867, un journal qui n'aura que quelques numéros et dont le rédacteur en chef est Marc de Montifaud.
Comptant parmi les amis de Villiers de L’Isle-Adam, qui lui dédie Le Nouveau Monde (Ève nouvelle et Axel), on lui doit surtout un nombre important de nouvelles drolatiques, d’esprit galant et provocateur, à saveur parfois anticléricale et coiffées de titres suggestifs : Entre messe et vêpres, ou les Matinées de carême au Faubourg Saint-Germain (1882)… 
En 1869, son premier ouvrage Les Courtisanes de l’Antiquité. Marie Magdeleine lui vaut une critique favorable d’Émile Zola dans sa chronique Livre d’aujourd’hui et de demain du Gaulois (lire en ligne).
Elle écrit sous deux noms d'emprunt : Marc de Montifaud et Paul Erasme.
Pour ses recherches, en vue de ses ouvrages (livres d’érudition, érotiques…), elle fréquente assidûment la Bibliothèque nationale et se travestit en homme.
Ses écrits lui valent un certain nombre de poursuites judiciaires et quelques-uns sont censurés. Sa publication de l’ouvrage contre les religieuses, Vestales de l’Église, lui vaut même un emprisonnement en 1877. Elle s'exile en Belgique avant même de connaître le jugement pour échapper à l'emprisonnement puis revient en France dès que Albert de Broglie démissionne en novembre 1877. Son livre Mme Ducroisy lui vaut également un emprisonnement en 1878.
Ses activités de critique d’art se concentrent à la revue L’Artiste à laquelle elle collabore entre 1867 et 1877. Elle fonde L'Art moderne avec son mari en 1875, la revue, publiée à la Librairie moderne, compte trente-deux livraisons, et traite des expositions, musées, collections, peinture, sculpture, gravure, iconographie, archéologie, céramique, numismatique...
Les artistes qui l’intéressent constituent une compagnie très disparate : on retrouve, côte à côte, Hanriot, Alexandre Cabanel, Hébert, Breton, Gustave Doré et Camille Corot ; Édouard Manet et les Impressionnistes finissent par s’ajouter, non sans de sérieuses réticences. Elle demande surtout à l’art des effets de séduction et d’émotion que sa plume d’écrivain peut traduire : ses commentaires glissent alors du motif à la forme avec une égale délectation.
Elle collabore au journal La Fronde dès sa création par Marguerite Durand en 1897 en particulier dans la chronique de politique étrangère du quotidien.
Elle perd son mari le 18 juin 1901 et, en 1905, semble devoir faire face à des ennuis de santé et des tracas financiers.
La dernière entrée que l'on trouve à son nom dans le Catalogue général de la Bibliothèque nationale est un drame patriotique en un acte et en vers intitulé Alsace paru en 1904.
Elle meurt à Neuilly-sur-Marne le 24 septembre 1912.

## Choix de publications
- Histoire d'Héloise et d'Abailard, suivie des lettres les plus mémorables des deux immortels amants, 1873 Texte en ligne
- Les Triomphes de l'Abbaye des conards, avec une notice sur la fête des fous, 1874 Texte en ligne
- Les Vestales de l'Église, 1877 Texte en ligne
- Racine et La Voisin, 1878
- Les Romantiques, 1878 Texte en ligne
- Les Dévoyés, 1879
- Madame Ducroisy, la presse et la justice, 1879 Texte en ligne
- Les Courtisanes de l'Antiquité. Marie-Magdeleine, 1879
- Les Nouvelles drolatiques, 3 vol., [Paris et Bruxelles], 1880-1890
- Entre messe et vêpres, ou les Matinées de carême au faubourg Saint-Germain, 1880-1881
- Marc de Montifaud devant l'opinion publique. Sa justification. Lettre à M. Félix Delhâsse, 1882
- Sabine, 1882
- Les Joyeuses Nouvelles, 1882 Texte en ligne 1 2 3 4
- Les Cent Nouvelles, 2 vol., 1884 Texte en ligne 1 2
- Les Folles Journées, 1884 Texte en ligne
- Monsieur Mystère, 1885
- Les Sous-officiers français, 1890 Texte en ligne
- Celles qui tuent : la baronne de Livry, 1890 Texte en ligne
- Entre messe et vêpres, 4 vol., 1894 Texte en ligne 1 2 3 4
- Un sérail à vendre, nouvelles drolatiques, 1895 Texte en ligne
- La Chaste Suzanne, nouvelles drolatiques, 1895 Texte en ligne
- Le Jugement de Paris, nouvelles drolatiques, 1898 Texte en ligne
- La Nourrice sèche, nouvelles drolatiques, 1898 Texte en ligne
- La Chair qui aime, la Chair qui tue, 1900
- La Fille de Rodin, [s. d.] Texte en ligne

## Archives
Les archives de Marc de Montifaud se trouvent à la bibliothèque Marguerite-Durand (Paris).